# Hypoblepharinidae
Famille
Les Hypoblepharinidae sont une famille de vers plats marins de l'ordre des Rhabdocoela (sous-ordre des Dalytyphloplanida).

## Systématique
Le nom valide complet (avec auteur) de ce taxon est Hypoblepharinidae Böhmig, 1914.

### Liste des genres
Selon la base de données World Register of Marine Species (8 janvier 2024), la famille des Hypoblepharinidae regroupe les deux genres :
- Hypoblepharina Böhmig, 1914,
- Prorhynchopsis de Beauchamp, 1912.

### Publication originale
(de) Ludwig Böhmig : Die Rhabdocoelen Turbellarien und Tricladen der deutschen Südpolar-Expedition 1901-1903 dans E. von Drygalski, Deutsche Südpolar-Expedition, vol. 15, Zoologie n°7, 1914, p. 1-34